# Ha Jung-won
Ha Jung-won (20 de abril de 1942) - é um ex-jogador de futebol norte-coreano, que atuava como defensor

## Carreira
Ha Jung-won fez parte do histórico elenco da Seleção Norte-Coreana de Futebol, na Copa do Mundo de 1966.